# El Golf (métro de Santiago)
El Golf est une station de la Ligne 1 du métro de Santiago. Elle est située dans le quartier El Golf, qui a émergé dans les années 1940 comme l'un des plus exclusifs dans la capitale chilienne, dans le commune de Las Condes, à Santiago au Chili.

## Histoire
La station est ouverte depuis 1980. Dans le passé, il a montré peu de flux de passagers, mais la construction d'immeubles de bureaux dans ce secteur une fois résidentiel, est devenu le centre de la municipalité de Las Condes, avec une concentration de haut de gamme des restaurants, des hôtels et des bureaux.